# Ichneutica lissoxyla
Ichneutica lissoxyla là một loài bướm đêm trong họ Noctuidae. Nó được mô tả bởi Edward Meyrick vào năm 1911 từ một mẫu vật thu thập được trên núi Arthur và được George Hudson thu thập. Đây là loài đặc hữu của New Zealand. Năm 2019, Robert J. B. Hoare đã công bố những nghiên cứu của mình về những loài bướm đêm ở New Zealand. Dựa trên kết quả của những nghiên cứu này, Hoare đã đặt loài này vào chi Ichneutica.